# Фабр, Жан Анри

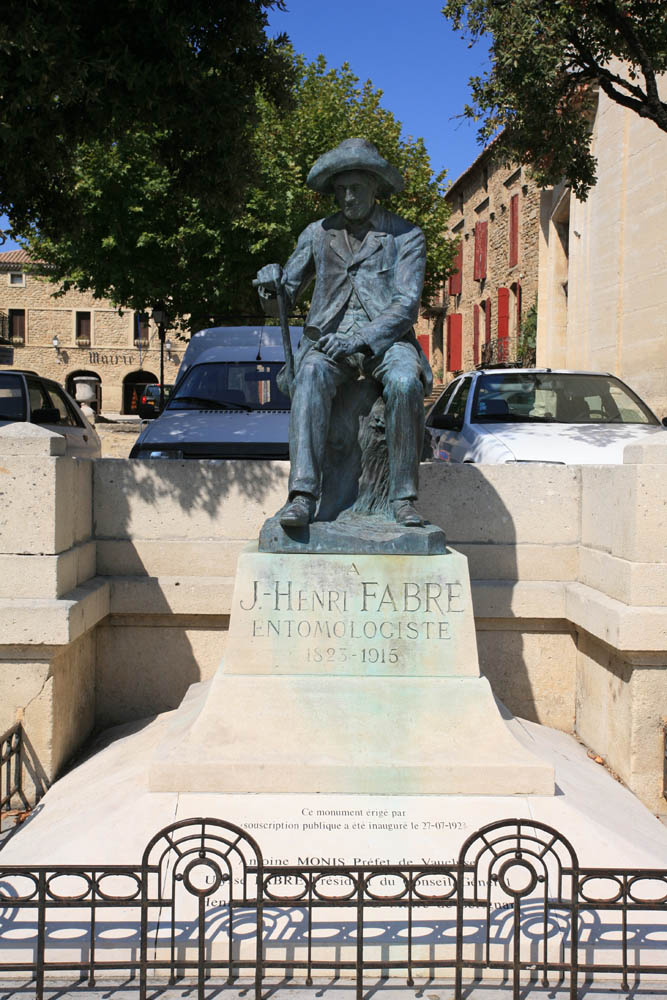
Памятник Ж. Фабру в Сериньян-дю-Конта (Воклюз, Франция).

Жан Анри Фабр (фр. Jean-Henri Fabre; 21 декабря 1823, Сен-Леон, Франция — 11 октября 1915, Сериньян-дю-Конта, Франция) — французский энтомолог и писатель, член многих научных обществ, офицер ордена Почётного легиона (1910).

## Краткая биография
Родился 21 декабря 1823 года в Сен-Леоне, департамент Аверон, Франция.
- 1842 — окончил педагогическое училище, работал школьным учителем.
- 1849 — начал преподавать в лицее города Аяччо (о. Корсика). Переехав в Париж, получил докторскую степень.
- 1852 — преподаватель физики и химии в Авиньонском лицее.
- 1855 — опубликовал первую научную статью.
- 1866—1873 — муниципалитет назначает Фабра на пост хранителя Музея естествознания Авиньона (переименованного из музея Рекьяна с 1851 года), тогда находившийся в недействующей военной церкви. Здесь в 1867 году его неожиданно посещает министр просвещения Виктор Дюрюи (1811—1894). Этот сын рабочего, ставший студентом педагогического факультета и инспектором образования, а затем и академиком, подружился с Фабром и лелеял мечту о подготовке программ обучения для низших слоёв общества. Ставший министром народного просвещения в 1865 году Дюрюи двумя годами позже вызывает Фабра в Париж, чтобы вручить ему орден Почетного легиона и представить энтомолога императору Наполеону III.
- 1871 — отстраненный от преподавания (за высказанные им идеи по реформированию обучения), Фабр поселяется в небольшом домике на окраине Оранжа.

В возрасте 55 лет Фабр купил участок земли в деревне Сериньян-дю-Конта в Провансе, на расстоянии 80 км от побережья. Постепенно он создал здесь настоящую лабораторию для полевого изучения жизни насекомых и назвал это своё детище «Пустырём».
Президент Франции Раймон Пуанкаре 14 октября 1913 года приезжал в Сериньян-дю-Конта, чтобы лично встретиться с Ж. Фабром и выразить ему признание от имени нации.
Жан Анри Фабр умер 11 октября 1915 года в Сериньян-дю-Конта.

## Научная деятельность

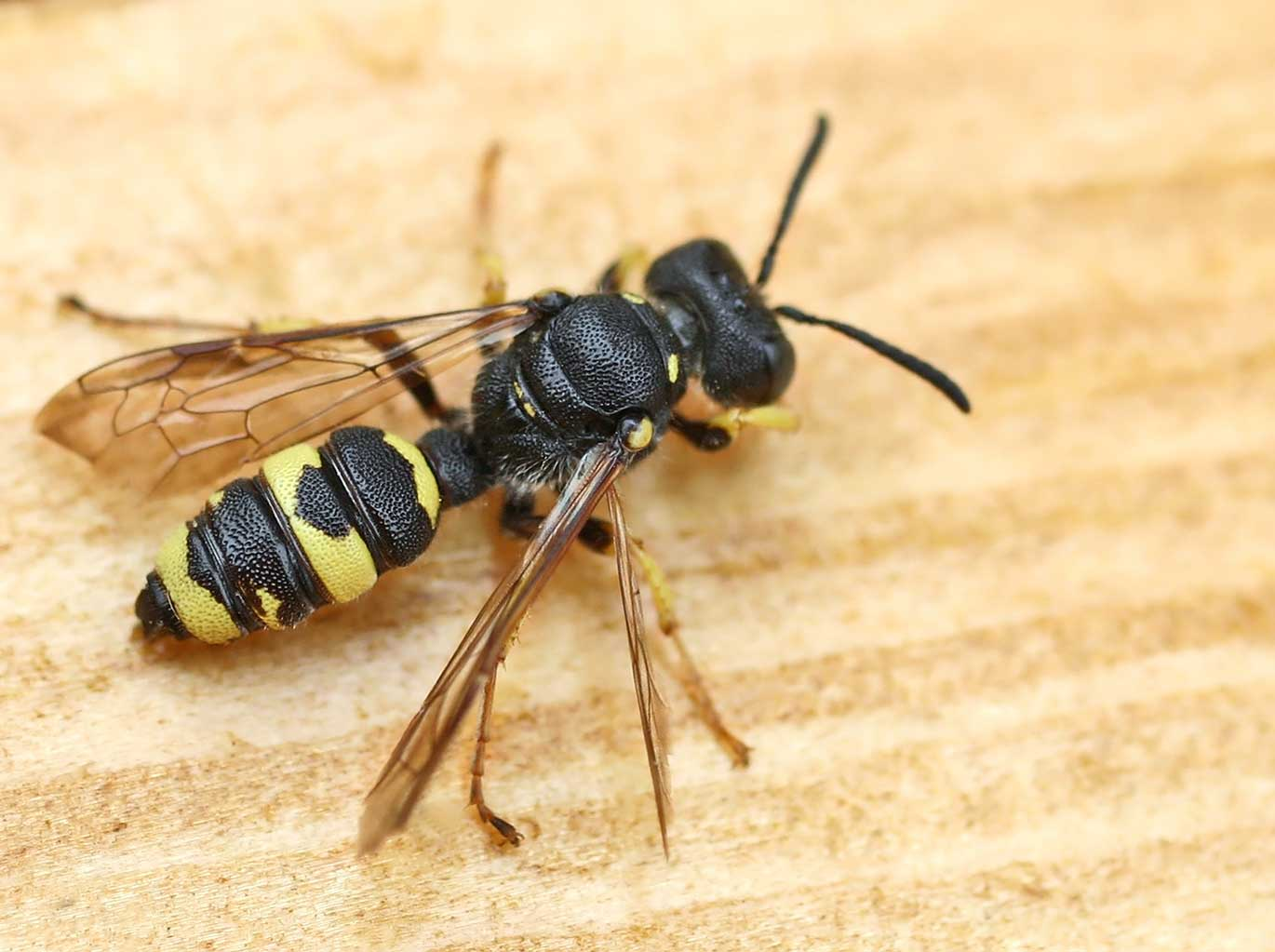
Оса Cerceris rybyensis, один из объектов исследований Фабра

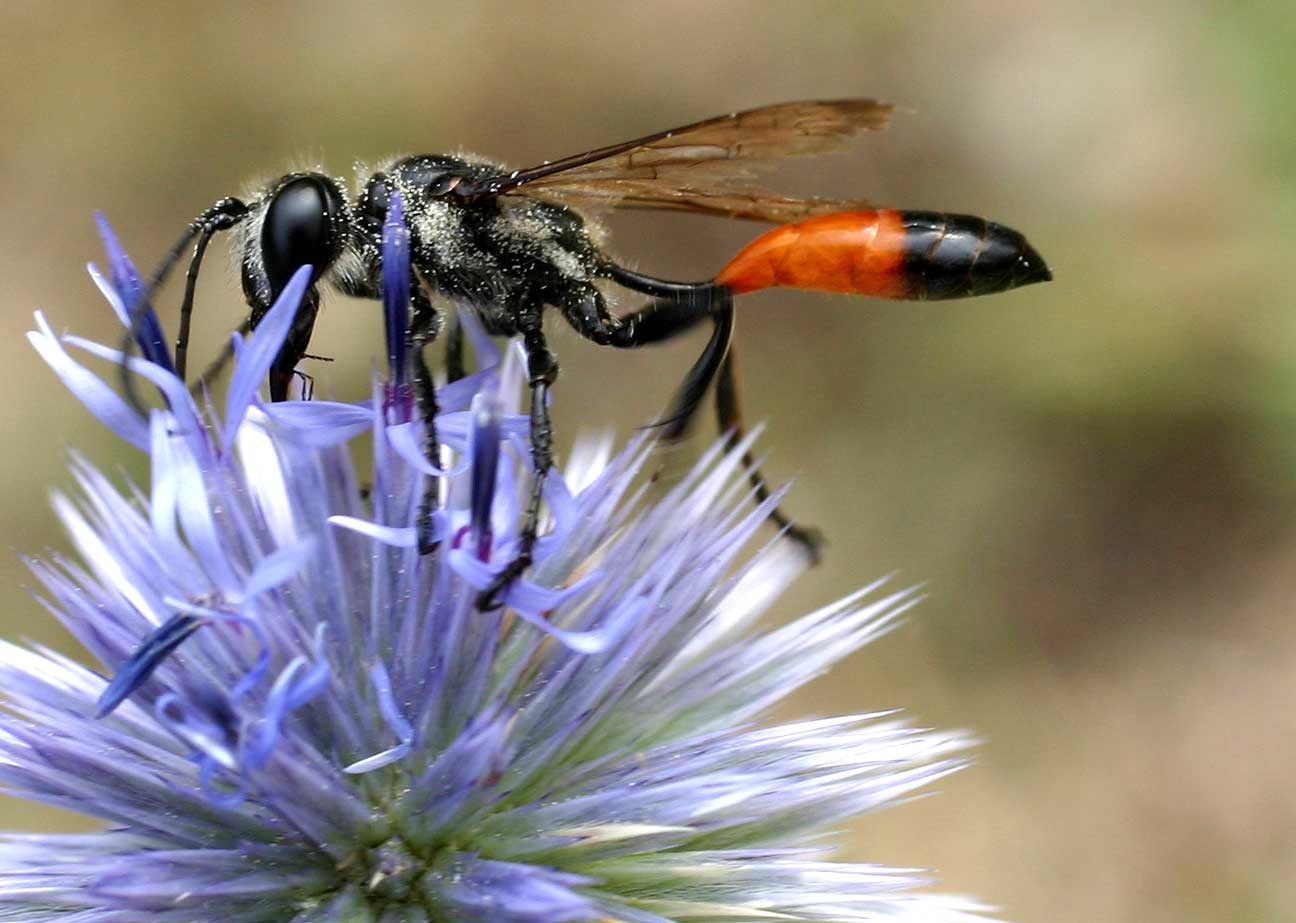
Роющая оса Ammophila sabulosa, чьи инстинкты исследовал Фабр

Тридцать лет своей жизни на юге Франции Фабр посвятил изучению насекомых.
Он исследовал жизнь пчёл-каменщиц, роющих ос, богомолов, бабочки психеи, гусениц соснового походного шелкопряда и многих других насекомых. Первые публикации появились в 1855 году. В 1879 из печати вышел 1-й том «Энтомологических воспоминаний» (Souvenirs Entomologiques). И минуло почти тридцать лет, прежде чем свет увидел последний, 10-й том этого сочинения — ученому тогда уже исполнилось 86. Некоторые его исследования длились десятилетиями: например, поведение жуков скарабеев он изучал почти 40 лет. Хотя Фабр писал и о жуках, и о гусеницах бабочек, и о сверчках, и о пчёлах, особое внимание он уделил осам. Разгадывание их повадок стало делом жизни Фабра: 4 тома «Воспоминаний» посвящены этой группе жалящих насекомых из подотряда стебельчатобрюхих (Apocrita) отряда перепончатокрылых.
Также он изучал жуков-нарывников и установил существование гиперметаморфоза у этих насекомых.
Фабр — один из основателей этологии насекомых. Он разработал новые представления о сложном их поведении, показав, что оно является строго последовательной цепочкой стандартных действий, доказал врожденность поведения этих существ.
Первоначально труды Фабра не привлекали большого внимания публики. Однако некоторые знаменитости с большим уважением относились к его работам. Виктор Гюго назвал его «Гомером насекомых», а Чарлз Дарвин говорил об этом энтомологе как о «неподражаемом наблюдателе». Фабр никогда не разделял эволюционных воззрений Дарвина (с которым переписывался). Будучи противником теории эволюции, он считал биологические виды с присущими им инстинктами и привычками неизменными с момента сотворения.
В 1865 году по рекомендации химика и академика Жана Батиста Дюма в гостях у Фабра побывал знаменитый микробиолог Луи Пастер. Его интересовала проблема спасения шелковичного червя, чья культура пострадала от крупной эпизоотии. Консультация у энтомолога принесла пользу и Пастер позже сумеет остановить грозную эпизоотию и спасти французское шелководство.
Работы Фабра были не только оригинальны, но и ещё соответствовали высочайшим стандартам. Его биограф и доктор Г. В. Легрос писал, что «он мало чем обязан другим ученым и авторам, ведь его стиль, а также секрет его мастерства уникальны». Так, в его книгах научная педантичность сочетается с несомненными литературными достоинствами и живостью изложения, а своей манере изложения Фабр во многом обязан мировой славе писателя — популяризатора науки. Ромен Роллан так отзывался о его трудах: «Страстное терпение его гениальных наблюдений восхищает меня не меньше, чем лучшие произведения искусства. Много лет я читаю и люблю его книги…», а Луис Бунюэль писал: «Я обожал „Энтомологические воспоминания“ Фабра. За удивительную наблюдательность, за безграничную любовь к живым существам. Эта ни с чем не сравнимая книга много выше Библии. Долгое время я говорил, что именно её взял бы с собой на необитаемый остров». Одной из любимых книг Гу Чэна, видного представителя китайской группы «Туманных поэтов», также были «Энтомологические воспоминания».
С благодарностью и восхищением вспоминал о своём знакомстве в юности с книгами Фабра Джеральд Даррелл в повести «Птицы, звери и родственники»: «…я разорвал пакет, и там внутри была толстая зелёная книга, озаглавленная „Священный жук и другие“ Жана Анри Фабра. Открыв её, я пришел в восторг… Текст был восхитительный. Это не была ученая заумная книга. Написана она была таким простым, ясным языком, что даже я мог понять его… моему восторгу не было предела».
«Большой ученый, который думает в качестве философа, видит в качестве артиста и высказывается в качестве поэта».
Уже после выхода последнего тома «Энтомологических воспоминаний» Фабр получил признание учёного мира и получил за свой фундаментальный труд специальную премию Института Франции. Совершенно новым для энтомологии тех лет стали полевые исследования Фабра, во время которых изучались именно живые, а не мёртвые существа из коллекций, он описывал поведение и образ жизни насекомых. Поэтому Фабр считается одним из основоположников этологии.
«Пустырь», где Фабр проводил свои исследования и который он называл «Раем», стал известен во всём мире и в настоящее время находится под охраной Музея естественной истории.

## Награды и признание
- Почётный член энтомологического общества Бельгии (1892)[12]
- Член энтомологического общества России, Французского энтомологического общества, Королевского энтомологического общества Лондона и энтомологического общества Стокгольма (1902)[13]
- Академик Королевской Шведской Академии наук, Медаль Линнея (1910)[14]
- Член Института Женевы (1910)[14].
- Кавалер Ордена Почётного легиона (1867)[15]
- Офицер Ордена Почётного легиона (1910)[14]
- Медаль Общества защиты животных (1873)[16]
- Серебряная медаль Всемирной выставки (1878)[17]
- Медаль Médaille Mariani en 1911 et hommage de la Société nationale d’Agriculture et de la Société d’acclimatation[18]
- Премия Prix Montyon Французской Академии (1856)[19]
- Премия Prix Thore Французской Академии (1866)[20]
- Премия Prix Dolfus décerné (1887) Французского энтомологического общества[21]
- Премия Prix Petit-Dormoy Академии наук (1889)[22]
- Ежегодная премия Академии наук в 1903 и 1914 гг — le prix Gegner de l’Académie des sciences[23]
- Премия Prix Alfred-Née Французской Академии (1910)[14]
- Выдвижение (1904) на Нобелевскую премию по литературе.[24]

## Труды
- Scène de la vie des insectes
- Chimie agricole (1862)
- La Terre (Jean Henri Fabre)|La Terre (1865)
- Le Ciel (1867) — электронный вариант
- Catalogue des " Insectes Coléoptères observés aux environs d’Avignon " (1870)
- Les Ravageurs (1870)
- Les Auxiliaires (1873)
- Aurore (1874) электронный вариант
- Botanique (1874)
- L’Industrie (1875)
- Les Serviteurs (1875)
- Sphériacées du Vaucluse (1878)
- Souvenirs entomologiques — 1st series (1891) — (1879) — электронный вариант
- Etude sur les moeurs des Halictes (1879)
- Le Livre des Champs (1879)
- Lectures sur la Botanique (1881)
- Nouveaux souvenirs entomologiques — 2nd series (1882) — электронный вариант
- Lectures sur la Zoologie (1882)
- Zoologie (Jean Henri Fabre)|Zoologie (1884)
- Souvenirs entomologiques — 3rd series (1886) — электронный вариант
- Histoire naturelles (1889)
- Souvenirs entomologiques — 4th series (1891) — электронный вариант
- La plante : leçons à mon fils sur la botanique (livre scolaire) (1892) — электронный вариант
- Souvenirs entomologiques — 5th series (1897) — электронный вариант
- Souvenirs entomologiques — 6th series (1900) — электронный вариант
- Souvenirs entomologiques — 7th series (1901) — электронный вариант
- Souvenirs entomologiques — 8th series (1903)
- Souvenirs entomologiques — 9th series (1905)
- Souvenirs entomologiques — 10th series (1909)
- Fabre’s Book of Insects retold from Alexander Teixeira de Mattos' translation of Fabre’s Souvenirs entomologiques электронный вариант
- Oubreto Provençalo dou Felibre di Tavan (1909) электронный вариант
- La Vie des insectes (1910)
- Mœurs des insectes (1911)
- Les Merveilles de l’instinct chez les insectes (1913)
- Le monde merveilleux des insectes (1921)
- Poésie françaises et provençales (1925) (final edition)
- La Vie des araignées (1928)
- Bramble-Bees and Others электронный вариант, электронный вариант на проекте Гутенберг
- The Life of the Grasshopper. Dodd, Mead, and company, 1917. ASIN B00085HYR4
- Insect Adventures. Dodd, Mead, 1917. Selections from Alexander Teixeira de Mattos' translation of Fabre’s Souvenirs entomologiques, retold for young people.
- The Life of the Caterpillar. Dodd, Mead, 1919. ASIN B00089FB2A
- Field, Forest, and Farm: Things interesting to young nature lovers, including some matters of moment to gardeners and fruit-growers. The Century Company, 1919. ASIN B00085PDU4
- This Earth is Ours: Talks about Mountains and Rivers, Volcanoes, Earthquakes, and Geysers & Other Things. Albert & Charles Boni, 1923. ASIN B000EHLE22
- The Life of The Scorpion. University Press of the Pacific, 2002 (reprinted from the 1923 edition). ISBN 0-89875-842-4
- The Glow-Worm and Other Beetles. Dodd, Mead, 1919. ASIN B000882F2K
- The Mason Bees (Translated) Garden City, 1925. ASIN B00086XXU0; Reprinted in 2004 by Kessinger Publishing; ISBN 1-4179-1676-1; ISBN 978-1-4179-1676-4 электронный вариант, на проекте Гутенберг
- Curiosities of Science. The Century Company, 1927. ASIN B00086KVBE
- The Insect World of J. Henri Fabre. Introduction and Interpretive Comments by Edwin Way Teale; Foreword to 1991 edition by Gerald Durrell. Published by Dodd, Mead in 1949; Reprinted by Beacon Press in 1991; ISBN 0-8070-8513-8
- The Life of the Spider (Translated) Preface by Maurice Maeterlinck; Introduction by John K. Terres. Published by Horizon Press, 1971; ISBN 0-8180-1705-8 (First published by Dodd, Mead, and company in 1913, ASIN B00085D6P8) электронный вариант, на проекте Гутенберг
- The Life of the Fly. (Translated) Fredonia Books, 2001. ISBN 1-58963-026-2; ISBN 978-1-58963-026-0 электронный вариант
- The Hunting Wasps. University Press of the Pacific, 2002. ISBN 1-4102-0007-8; ISBN 978-1-4102-0007-5
- More Hunting Wasps электронный вариант на проекте Гутенберг
- The Wonders of Instinct: Chapters in the Psychology of Insects. University Press of the Pacific, 2002. ISBN 0-89875-768-1; ISBN 978-0-89875-768-2 электронный вариант, на проекте Гутенберг
- Social Life in the Insect World электронный вариант, на проекте Гутенберг
- Insect life электронный вариант

### На русском языке
- Первоначальный учебник химии / В соавторстве с Ф. Малагути; пер. с фр. Ф. Савченкова. - СПб.: Рус. кн. торговля, 1872. - 224 с.: ил.
- Жизнь насекомых / перевод Л. В. Очаповского. - М.: Вятское книгоизд. Т-во "Народная б-ка", 1911, XII, 516 стр., 74 илл.
- Пчелы / Изложение Л. В. Очаповского. Пг., М.: Вятское книгоизд. Т-во "Народная б-ка", 1912. - 111 с.: ил.
- Насекомые-мертвоеды / Изложение Л. В. Очаповского. М.: Вятское книгоизд. Т-во "Народная б-ка", 1911. - 106 с.: ил.
- Звёздное небо. Лекции из области науки о небе для старого и малого. / Авториз. пер. К. Граффа. - М.: Моск. раб., 1924. - 272 с.: ил.
- Наши слуги / Пер. с фр. В. Барбашевой. - М.: Госиздат, 1925. - 212 с.: ил.
- Осы / Изложение Л. В. Очаповского. - М.- Л.: Госиздат, 1927. - 111 с.: ил.
- Одиночные пчелы / Изложение Л. В. Очаповского. М.-Л.: Госиздат, 1927.  - 111 с.: ил.
- Жуки-навозники / Изложение Л. В. Очаповского. - М.- Л.: Госиздат, 1928, 2-е изд.. - 94 с.: ил. (Б-ка "В помощь школьнику")
- Шестиногие / Пересказ для детей ср. возраста Н. Н. Плавильщикова. - М.: Детгиз, 1935. - 116 с.: ил.
- Жизнь насекомых. Рассказы энтомолога / Сокр. пер. Н. Н. Плавильщикова. - М.: Учпедгиз, 1963. - 460 с.: ил.
- Инстинкт и нравы насекомых / перевод Е. И. Шевыревой. в 2 Т. - М.: Терра, 1993, илл.